# (1465) Autonoma
(1465) Autonoma ist ein Asteroid des Hauptgürtels, der am 20. März 1938 von dem deutschen Astronomen Arthur Arno Wachmann in Bergedorf entdeckt wurde.
Der Name des Asteroiden ist von der Universidad Autonoma de El Salvador abgeleitet in Anerkennung der Gastfreundschaft, die dem Hamburger Observatorium zuteilwurde.